# Colares (Pará)
Colares o Colares do Pará es el municipio brasileño del estado de Pará, localizado en la microrregión de Salgado, mesorregión del Nordeste Paraense, en la costa de la bahía de Marajó. El municipio fue establecido en 1961. La localidad se volvió famosa gracias al incidente OVNI de Colares, que dio origen a la Operação Prato («operación platillo»), registrada en videos por agentes aeronáuticos en Colares y el municipio vecino de Vigia en 1977/8. Estos documentos fueron parcialmente revelados por la Fuerza Aérea Brasileña.